# Rolodex
Een Rolodex is een apparaat met roterende systeemkaarten met contactgegevens, dat voornamelijk op kantoren wordt gebruikt. De naam Rolodex is een samentrekking van de Engelse woorden ‘rolling’ en ‘index’. In Nederland wordt hij ook wel als 'kaartenmolen' aangeduid. 
De Rolodex werd in 1956 in Amerika ontworpen door Hildaur Neilsen en in 1958 op de markt gebracht door Arnold Neustadter.
Een Rolodex heeft speciaal gevormde systeemkaartjes met inkepingen, waardoor die gemakkelijk in en uit de roterende spindel kunnen worden geklikt. Veel gebruikers schrijven niet op elk kaartje contactgegevens, maar plakken visitekaartjes op de Rolodex systeemkaart, of gebruiken een plastic huls in de vorm van een systeemkaart om visitekaartjes in te plaatsen. Sommige bedrijven produceren visitekaartjes in de vorm van Rolodex systeemkaarten.